# Materialização
Materialização (ou manifestação), no espiritualismo, na literatura paranormal e em algumas religiões, é a criação ou aparição de matéria de fontes desconhecidas. A existência de materialização não é confirmada por experimentos de laboratório.
As sessões de materialização podem ser de duas formas:
Materialização física é quando os espíritos usam objetos físicos ou criam ruídos para se comunicar.
Materialização espiritual é quando o espírito usa o ectoplasma para criar imagens ou para alterar a aparência do médium.

## História

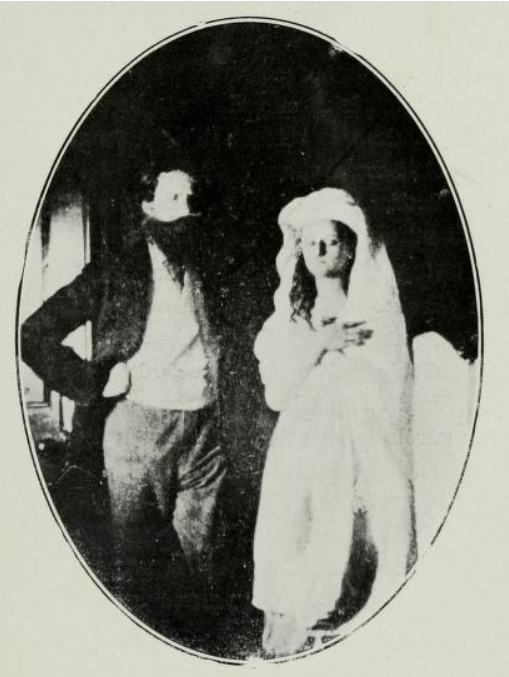
Uma das materializações do espírito Katie King, segundo Sir William Crookes (esquerda).

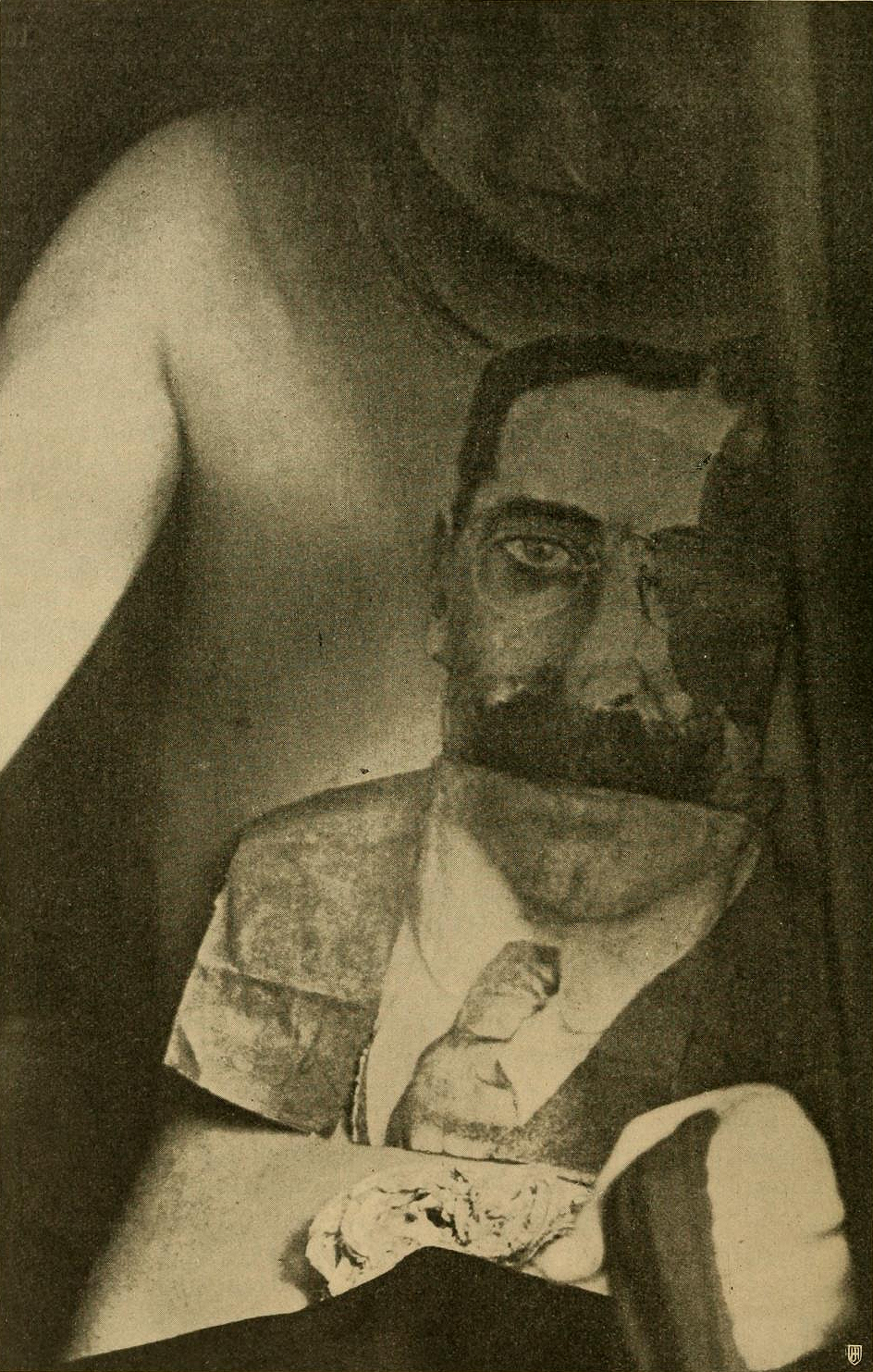
Eva Carrière com uma foto recortada como sendo a materialização de um espírito

Em 1870, os espiritualistas desenvolveram grande interesse em fenômenos visuais como a percepção extrassensorial, a fotografia espírita e a clarividência , o que gerou uma pressão sobre os médiuns em gerar formas mais espetaculares de conjuração de espíritos, nomeadamente, a materialização das aparições. A primeira materialização de aparição no Reino Unido ocorreu em 1873 quando Florence Cook produziu Katie King em uma sessão que a tornou a médium mais popular do país. William Crookes e outros entusiastas empregaram vários métodos científicos para tentar legitimar estas materializações, no entanto, vários médiuns, incluindo Florence foram humilhantemente desmascarados publicamente.
Alimentando o crescente cetismo sobre o espiritualismo no final do século XX, estavam publicações de sátira como as revistas Punch e The Idler, além de várias teorias psicológicas que caracterizavam as aparições como produto de alucinações, doenças mentais ou "restos de sonhos" como sugerido pelo psicólogo James Sully. Apesar de membros da "Society for Psychical Research" compilar vários relatos de aparições em estudos como Phantasms of the Living (Gurney et al. 1886), em 1920 Lewis Spence declarou na Encyclopaedia of the Occult que "até o presente momento aparições são apenas referidas como alucinações".
Leah Underhill, uma das Irmãs Fox foi a primeira médium a produzir um espírito materializado nos EUA durante uma sessão para Robert Dale Owen em 1860. Owen afirmou que uma figura velada e luminosa apareceu e caminhou durante a sessão, desaparecendo em seguida. Um tempo depois, a irmã de Leah, Kate, produziu a materialização de Estelle, a falecida esposa do banqueiro Charles Livermore; ela também materializou Benjamin Franklin. A inglesa Agnes Guppy-Volckman foi a primeira médium a produzir materializações, algumas das figuras materializadas durante a sessão caminhava livremente pela sala, permitindo ser tocada pelos participantes. Tanto as Irmãs Fox quanto Agnes confessaram ou foram expostas como charlatãs.
Uma série de exposições de fraude levaram ao rápido declínio das sessões de materialização e de ectoplasmas apesar da popularidade da substância no meio espiritualista. Alguns exemplos de fraudes expostas:
- O poeta inglês Robert Browning e sua esposa Elizabeth participaram de uma sessão de Daniel Dunglas Home em 23 de julho de 1855 em Ealing.[10] Durante a sessão, materializou-se um rosto que, segundo Home, era o filho de Browning que morrera ainda na infância. Browning agarrou a "materialização" e descobriu ser o pé descalço de Home, outro fato era que Browning nunca havia perdido um filho ainda na infância. O filho de Browning, Robert Barrett Browning, escreveu em uma carta ao The Times, de 5 de dezembro de 1902, contando o incidente: "Home foi pego em uma fraude vulgar".[11][12]

- A médium britânica Rosina Mary Showers foi flagrada em muitas sessões fraudulentas durante toda a sua carreira.[13] Em 1874, durante uma sessão com Edward William Cox, uma babá olhou para o armário e trancou o "espírito", a touca do suposto espírito caiu e foi revelado ser a própria Rosina.[14] Rosina chegou a escrever uma confissão onde descrevia seu método de trabalho, consistia em vestir um vestido facilmente removível com vários camadas e esconder rolos de musselina dentro da roupa de baixo.[5]

- Frank Herne, um médium que formou uma parceria com Charles Williams, foi repetidamente exposto em sessões fraudulentas de materialização.[15]:113 Em 1875, foi pego fingindo ser um espírito durante uma sessão em Liverpool e foi encontrado "vestindo cerca de dois metros de musselina engomada, enrolada em volta da cabeça e pendendo até a coxa".[16] Florence Cook tinha sido "treinada nas artes da sessão espírita" por Herne e foi repetidamente exposta como médium fraudulenta.[17][18]

- Em 29 de março e 21 de maio de 1874 Florence Cook realizou sessões em seu próprio lar com William Crookes. Foi alegado que um espírito chamado "Katie King" materializou-se, no entanto, de acordo com o autor Walter Mann "Katie" era um cúmplice de Florrie Cook. Foi a coisa mais fácil do mundo descobrir este truque, uma vez que o quarto, descrito por Sir William como o "gabinete", era o quarto de Florrie".[19]

- Os pesquisadores psíquicos W. W. Baggally e Everard Feilding expuseram o médium britânico de materialização Christopher Chambers como uma fraude em 1905. Um bigode falso foi encontrado na sala das sessões, era usado para fabricar as materializações espirituais.[20]

- O médium britânico Charles Eldred foi exposto como uma fraude em 1906. Eldred sentava-se em uma cadeira em uma área acortinada na sala conhecida como "gabinete da sessão". Várias figuras espirituais saíam do gabinete e se moviam pela sala da sessão, no entanto, descobriu-se que a cadeira tinha um compartimento secreto que continha barbas postiças, tecidos, máscaras e perucas que Eldred vestia para fingir ser os espíritos.[20]

- Albert von Schrenck-Notzing investigou a medium Eva Carrière e alegou que as "materializações" do ectoplasma eram o resultado de uma "ideoplastia" na qual o médium podia formar imagens no ectoplasma de sua mente.[21] Schrenck-Notzing publicou o livro Phenomena of Materialisation (1923) , que incluía fotografias do ectoplasma. Os críticos apontaram que as fotografias dos ectoplasmas revelaram marcas de recortes de revistas, alfinetes e um pedaço de barbante.[22] Schrenck-Notzing admitiu que, em várias ocasiões, Carrière enganosamente introduziu alfinetes na sala das sessões.[22] O jesuíta e mágico Carlos María de Heredia replicou o ectoplasma de Carrière usando um pente, gaze e um lenço.[22] Donald West escreveu que o ectoplasmas de Carrière eram falsos e feitos de fotos de rostos recortados de jornais e revistas da época onde era possível observar marcas de dobras. Uma fotografia de Carrière tirada da parte de trás do rosto do ectoplasma revelou que era feita de uma revista recortada com as letras "Le Miro". O rosto bidimensional havia sido retirado da revista francesa Le Miroir.[23] Fotos das edições anteriores da revista também correspondiam a alguns dos rosto do ectoplasma de Carrière.[15]:187 As fotos de rostos recortados que ela usou incluem Woodrow Wilson, Fernando I da Bulgária, o presidente francês Raymond Poincaré e a atriz Mona Delza.[24] Depois que Schrenck-Notzing descobriu que Carrière havia tirado os rostos de ectoplasma das revistas, ele a defendeu alegando que as imagens era semelhantes porque ela havia lido essas revistas e que sua memória recordou as imagens que então se materializaram no ectoplasma.[21]Por causa disso, Schrenck-Notzing foi descrito como crédulo.[22] Joseph McCabe escreveu: "Na Alemanha e na Áustria, o barão von Schrenck-Notzing é motivo de riso entre seus colegas médicos".[25]

- Em 1907, Hereward Carrington expuseram os truques de médiuns fraudulentos, como os usados na escrita em lousa, mesas girantes, toques de trombeta, nas materializações, na leitura de cartas lacradas e na fotografia espírita.[26] Entre 8 de novembro e 31 de dezembro de 1920 Gustav Geley do Institute Metapsychique International participou de catorze sessões com o médium Franek Kluski em Paris. Uma tigela de parafina derretida foi colocada na sala e, de acordo com Kluski, os espíritos mergulharam seus membros na cera e depois em um banho de água para se materializar. Três outras séries de sessões foram realizadas em Varsóvia, no próprio apartamento de Kluski, durante um período de três anos. Kluski não foi procurado em nenhuma das sessões. As fotografias dos moldes foram obtidas durante as quatro séries de experimentos e foram publicadas por Geley em 1924.[27][28] Pelos da pele humana foram encontrados nos moldes o que indicou fraude.[29] Harry Houdini replicou os moldes de materialização de Kluski usando as mãos e uma tigela de parafina quente.[30]

- Mina Crandon era uma médium famosa conhecida por produzir ectoplasmas durante suas sessões, ela produziu uma pequena mão ectoplásmica de seu estômago que acenou na escuridão. Sua carreira terminou, no entanto, quando os biólogos examinaram a mão e descobriram que era um pedaço de fígado de animal esculpido no formato de mão.[31] Walter Franklin Prince descreveu o caso Crandon como "o mais engenhoso, persistente e fantástico complexo de fraudes na história da pesquisa psíquica".[32]

Alguns dos investigadores que expuseram fraudes de ectoplasma, materialização e outros fenômenos eram ilusionistas de palco como William Marriott que observou vários médiuns espíritas nas sessões e os pegou em fraudes, ele afirmou que poderia produzir por meios naturais todos os efeitos produzidos pelos espiritualistas. O jesuíta Carlos María de Heredia passou a vida investigando e expondo os truques do espiritismo assim como o mais popular dos ilusionistas, Houdini que a partir de 1920 voltou suas energias para desmascarar  médiuns, uma busca que inspirou e foi seguida por vários mágicos de palco em final de carreira.
O controverso guru e líder espiritual Sathya Sai Baba eventualmente materializou vibhuti (cinza sagrada) e outros objetos pequenos, como anéis, colares e relógiosAlguns os analisaram como sendo meros truques de mão; enquanto seus devotos os consideravam sinais de sua divindade.

## Espiritismo brasileiro

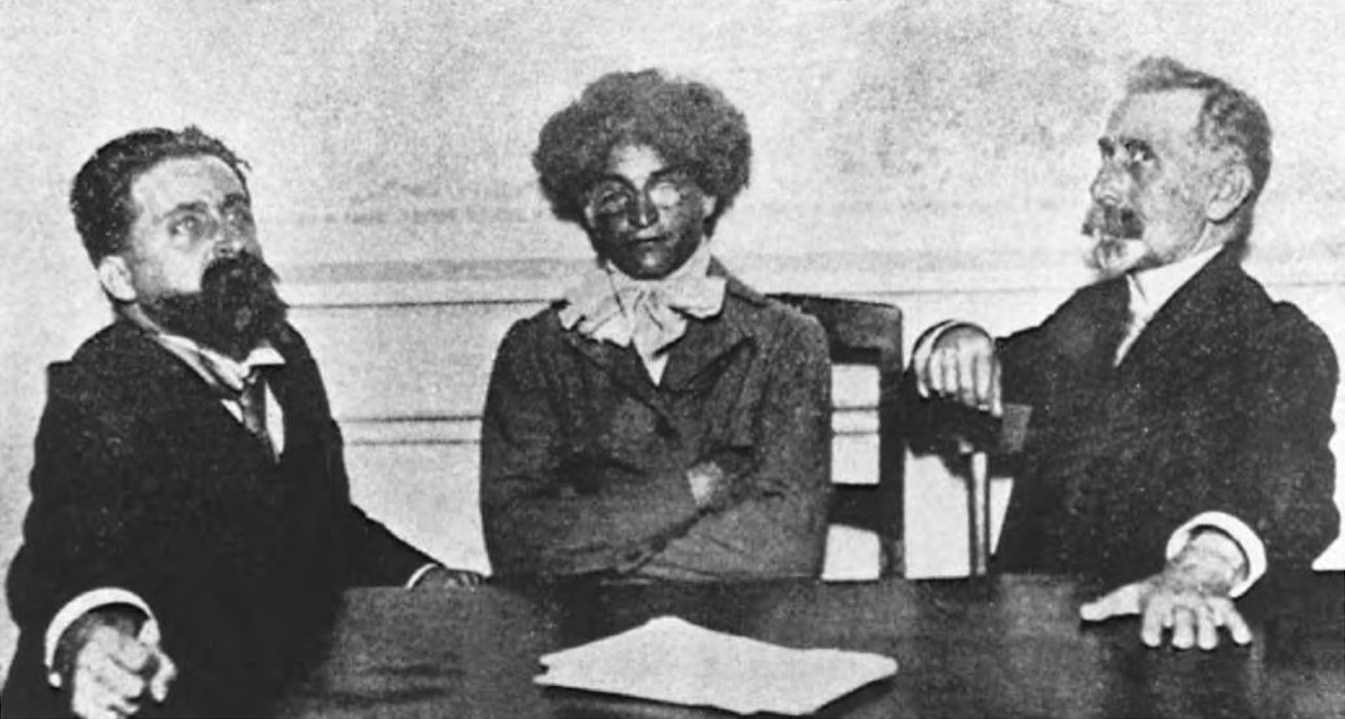
Carmine Mirabelli (à esquerda, em transe), Dr. Carlos de Castro (à direita) e a materialização do poeta italiano do século XVIII, Giuseppe Parini, ao centro

Entre os médiuns brasileiros mais conhecidos que realizaram materializações estão Anna Prado, Carmine Mirabelli, Francisco Peixoto Lins, o "Peixotinho" e Chico Xavier. Em uma publicação em rede social, o médium Divaldo Franco está expelindo ectoplasma que "se materializou em flores".
Carmine Mirabelli
Mirabelli foi um prolífico médium físico tendo materializado os espíritos de um marechal e de um bispo, mortos há tempos mas que foram reconhecidos pelos participantes da sessão.
Francisco Peixoto Lins
Peixotinho iniciou o seu desenvolvimento mediúnico orientado pelo major Viana de Carvalho tornando-se conhecido por materializações luminosas e outros efeitos físicos.
Chico Xavier
Em Uberaba, Minas Gerais, em 1945 o médium Garibaldi Cavalcanti realizou sessões de materialização auxiliado por uma adepta chamada Maria Modesto Cravo no Centro Espírita Uberabense, nesse centro Chico Xavier realizou sua primeira materialização de espíritos. No ano seguinte, na cidade do Rio de Janeiro, Chico Xavier assistiu no centro "Grupo Espírita André Luiz", o médium "Peixotinho" materializar o espírito de sua mãe, Maria João de Deus. Chico Xavier disse sobre essas reuniões de materialização:

Guardo excelente lembranças de todos os companheiros da mediunidade de efeitos físicos, mas um deles ficou de maneira especial na minha lembrança, o nosso irmão Francisco Peixoto Lins, mais conhecido pelo nome afetuoso de Peixotinho, desencarnado em 1966. Nas reuniões a que assisti em companhia dele, presenciei não somente admiráveis fenômenos de materialização, mas também muitas curas de doentes através do processo de socorro que os Amigos Espirituais nomeavam com sendo a transfusão de células.— Chico Xavier em entrevista para Elias Barbosa
Em 1952, Arnaldo Rocha convence Chico a tentar realizar materializações, Chico senta-se em uma poltrona inclinada em um quarto onde "explodiram luzes de variadas cores iluminando todo o ambiente, de forma que dava pra ver o Chico deitado em transe". Chico materializou "Meimei", a mãe de Arnaldo, Cidália Batista (madrasta de Chico) e outros, as materializações conversavam  e mantinham a mesma linguagem de quando vivos e também exalavam odor "para lhes atestar a identidade", um dos espíritos, Scheilla se manifestava com o odor de éter. Além da materialização de espíritos ocorriam outros fenômenos como voz direta, ruídos, levitação e transporte de objetos como pétalas de rosas e conchas marinhas, aparecimento de luzes e perfumes. As materializações que eram pra ser mantidas em segredo logo se tornaram assunto na cidade de Pedro Leopoldo expondo os participantes ao assédio, devido a essa repercussão, o espírito Emmanuel se materializou pedindo que as sessões não fossem mais realizadas:

Amigos, a materialização é fenômeno que pode deslumbrar alguns companheiros e até beneficiá-los com a cura física. Todavia, o livro é chuva que fertiliza lavouras imensas, alcançando milhões de almas. Rogo aos amigos a suspensão, a partir desse momento, destas reuniões.— Espírito Emmanuel, 1953, durante sessão de materialização em Pedro Leopoldo
A  opinião do espírito Emmanuel sobre os fenômenos de materialização era de que eram "respeitáveis onde quer que apareçam e não somente servem como elementos de base à convicção na imortalidade da alma, como também e, principalmente nisso, nos trabalhos de auxílio à saúde humana.", as sessões deviam ser suspensas porque segundo Chico "o nosso entusiasmo crescente pelos fenômenos, estava a ponto de descambar para a curiosidade improdutiva e que isso ameaçava o trabalho já instalado por ele e outros benfeitores espirituais para a formação do livro psicográfico. Além disso, acrescentou que outros medianeiros se incumbiriam das tarefas de materialização e que não me cabia forçar situações ou alterar os planos de trabalho da Esfera Superior" a psicografia também era uma tarefa de materialização, a materialização dos pensamentos do mundo espiritual e que Chico deveria se concentrar nela.

## Textos religiosos
O primeiro registro de materialização de espíritos na Bíblia é encontrado em Gênesis 3:8 quando Adão e Eva são surpreendidos por Jeová, E. W. Sprague cita como exemplos de materialização na Bíblia a passagem de Ezequiel no vale de ossos (Ezequiel 37:1 a Ezequiel 37:6) onde então um exército se materializa a partir dos ossos (Ezequiel 37:7 a Ezequiel 37:10). Outras passagens sobre materialização:
- Três visitantes angélicos aparecem para Abraão. Gênesis 18:1
- O anjo do Senhor aparece a uma mulher que não pode ter filhos. Juízes 13:3
- A mulher perguntou 'Quem devo trazer?', 'Traga Samuel' ele disse, quando a mulher viu Samuel, chorou e disse: 'Por que me enganou, você é Saul!' I Samuel 28:11 e I Samuel 28:12
- Um espírito parou na frente de Jó e ele não sabia o que era.Jó 4:16
- Jesus se materializa no jardim perto de sua lápide. Mateus 28:3
- Uma transfiguração, Moisés e Elias se materializam, a passagem também demonstra que os mortos podem se comunicar.Marcos 9:2 a Marcos 9:8
- Jesus se materializou para dois homens em uma estrada para Emaús. Lucas 24:13 a Lucas 24:30
- Jesus se materializa entre os discípulos. João 20:19
- Jesus se materializa na beira de onde haviam pescadores. João 21:1

## Ceticismo
Críticos da materialização afirmam que os eventos são na verdade transfigurações que é apenas a modificação ou disfarce ectoplasmático do próprio médium - feito de forma consciente ou não - como representando outra pessoa, não se tratando de outra pessoa materializada mas o próprio médium externamente modificado e revestido de ectoplasmas tentando representar uma pessoa fictícia ou real. Segundo o investigador Charles Robert Richet a veracidade das materializações é duvidosa pelas circunstâncias necessárias para o que o fenômeno ocorra bem como a falta de evidências de que a materialização e o médium não são a mesma pessoa:

Lamentavelmente a materialização é um fenômeno excepcional que bem poucos médiuns têm a possibilidade de apresentar com suficiente nitidez e intensidade para que se possa obter, sobre o mesmo clichê (impressão), o médium e sua materialização.— Charles Robert Richet
O jesuíta e investigador brasileiro Padre Quevedo afirma que "O próprio conceito teórico da materialização é inadmissível" :
Nenhum fato, nem espontâneo nem experimental, pode ser invocado em favor da materialização. Ao contrário, as experiências apresentadas pelos defensores dela provam, na verdade, que a materialização não existe. Desttes casos se deduz que nem os melhores dotados, nas melhores circunstâncias, nem cientistas conceituados, com todos os seus esforços, jamais conseguiram nenhuma materialização. Estes são os fatos.— Padre Quevedo, O que é parapsicologia, 1971